# آرون پال
آرون پال استورتوانت (انگلیسی: Aaron Paul Sturtevant؛ زادهٔ ۲۷ اوت ۱۹۷۹) بازیگر و تهیه‌کنندهٔ آمریکایی است. او نخستین بار پس از ایفای چندین نقش کوتاه در فیلم‌ها و مجموعه‌های تلویزیونی، در مجموعهٔ تلویزیونی عشق بزرگ (۲۰۰۷–۲۰۱۱) از شبکهٔ اچ‌بی‌او شناخته شد. او بعداً برای نقش‌آفرینی در مجموعهٔ جنایی بریکینگ بد (۲۰۰۸–۲۰۱۳) از شبکه ای‌ام‌سی در نقش جسی پینکمن انتخاب شد. این نقش تحسین منتقدان را در پی داشت و موجب شد تا او به شهرت برسد. همچنین افتخارات گوناگونی از جمله سه جایزه امی ساعات پربیننده بهترین بازیگر مکمل مرد در مجموعه تلویزیونی درام به‌دست‌آورد. پال این نقش را در فیلم جنایی ال کامینو: فیلم برکینگ بد (۲۰۱۹) بازآفرینی کرد.
پال فعالیت‌های سینمایی‌اش را با ایفای نقش‌های کوتاه در فیلم‌ها آغاز کرده‌است. پس از موفقیت بین‌المللی‌اش، توانست نقش‌های اصلی را در فیلم‌های مستقلی همچون سیاه‌مست (۲۰۱۲)، نگاه آسمانی (۲۰۱۵)، پدران و دختران (۲۰۱۵) و آدام (۲۰۲۰) ایفا کند. علاوه‌بر این‌ها، پال در جنون سرعت (۲۰۱۴) که بر پایهٔ بازی ویدئویی کورسی با همین نام ساخته شد، نقش‌آفرینی کرده‌است، که تبدیل به یکی از پرفروش‌ترین آثار او شد. او به صداپیشگی شخصیت تاد چاوز و تهیه‌کنندگی در مجموعه پویانمایی بزرگسالان بوجک هورسمن (۲۰۱۴–۲۰۲۰) از نتفلیکس پرداخته‌است، که توانست دوبار نامزد دریافت جایزه امی ساعات پربیننده بهترین برنامه پویانمایی شود. پال همچنین در مجموعه‌های تلویزیونی مسیر (۲۰۱۶–۲۰۱۸) از شبکهٔ هولو و اقتباسی تلویزیونی (–۲۰۲۰) از فیلم علمی-تخیلی وست‌ورلد نقش‌آفرینی کرده‌است.
وی در سکانس های مرگ جین در برکینگ بد افسردگی گرفت.

## کودکی
آرون متولد شهر ایمت، آیداهو است. مادرش دارلا و پدرش رابرت نام داشتند. وی کوچک‌ترین در بین چهار فرزند خانواده است. بعد از اتمام دوران دبیرستانش به همراه مادرش به لس آنجلس رفت. در آنجا در چند برنامه تلویزیونی ظاهر شد و همچنین به عنوان راهنمای سینما در هالیوود مشغول به کار شد.

## فعالیت
آرون پال برای شرکت در مسابقه انجمن بین‌المللی مدلینگ و استعداد (یابی) در سال ۱۹۹۶ راهی شهر لس آنجلس شد و در یکی از زمینه‌ها برنده نیز شد. چندی بعد در یک ویدئو موسیقی از کورن و اورلست ظاهر شد و نقش‌آفرینی کرد. از دیگر فعالیت‌هایش در این دوره، بازی‌های وی در تبلیغات‌های تلویزیونی برای جویسی فروت (تولیدکننده آدامس)، کورن پاپس و وانیلا کوک (یک نوع نوشابه کوکاکولا) بود.

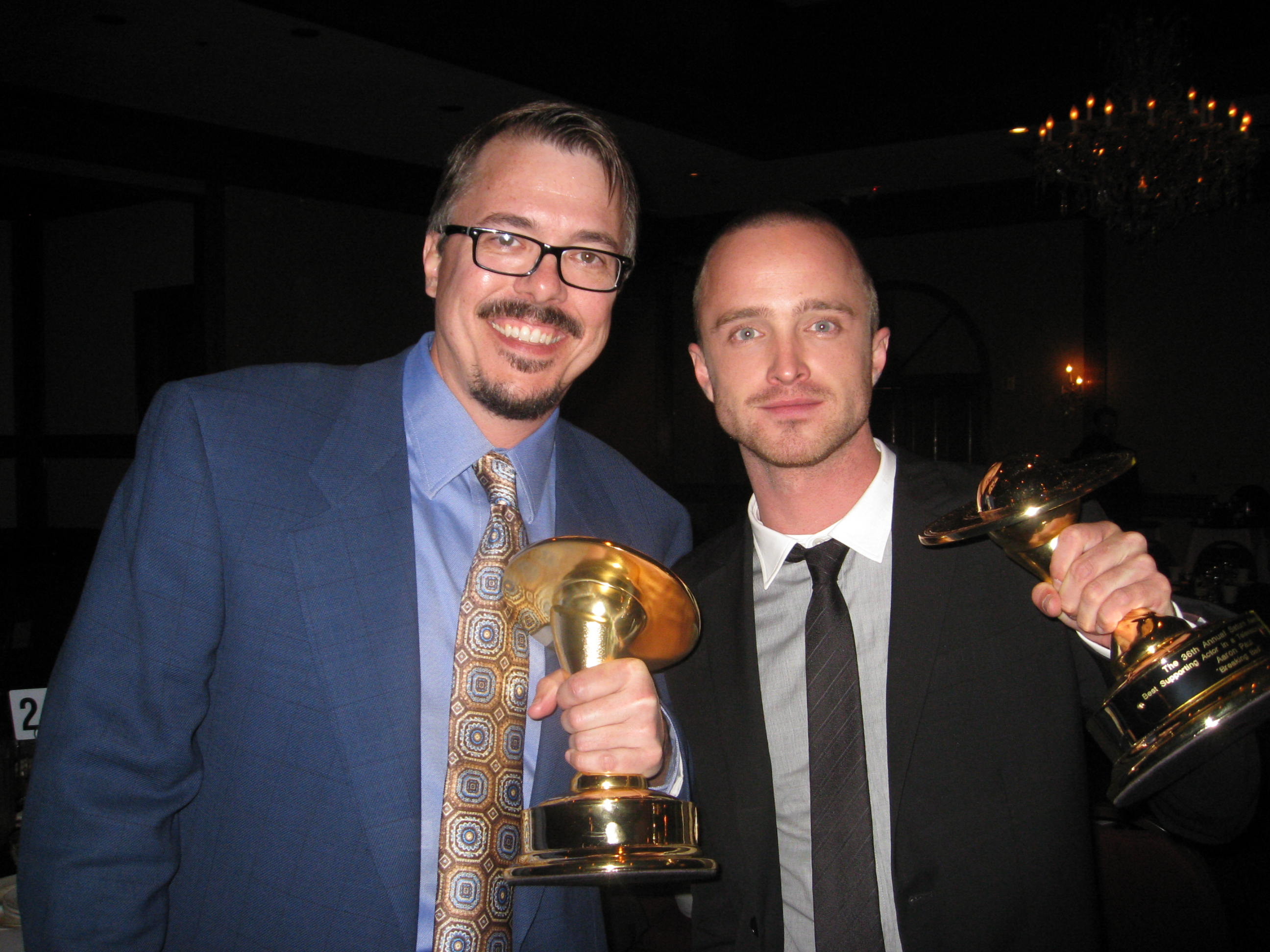
پال به همراه وینس گیلیگان (خالق برکینگ بد)

آرون چندی بعد در فیلم‌های مختلفی نقش‌هایی را برای بازی دریافت کرد. از جمله این فیلم‌ها می‌توان به به هر قیمتی (۲۰۰۰)، کمک! من ماهی‌ام (۲۰۰۱)، کی-پاکس (۲۰۰۱)، خفگی (۲۰۰۶)، مأموریت غیرممکن ۳ (۲۰۰۶)، آخرین خانه سمت چپ (۲۰۰۹) و جنون سرعت (۲۰۱۴) اشاره نمود. همچنین وی چند نقش به عنوان بازیگر میهمان در سریال‌های محافظان، سی‌اس‌آی، سی‌اس‌آی: میامی، فوریت‌های پزشکی، ورونیکا مارس، پرونده‌های اکس، نجوای ارواح، ذهن‌های مجرم، استخوان‌ها و سومین سنگ از خورشید نقش‌آفرینی کرده‌است.
جدای از تمامی نقش‌ها و فیلم‌هایش، سریال عشق بزرگ، در مشهور شدن آرون نقش زیادی داشت. آرون ۱۴ بار در این سریال ظاهر شد و نقش‌آفرینی کرد. در سال ۲۰۰۸ او بازی در سریال برکینگ بد را شروع کرد. نقش وی جسی پینکمن نام داشت. در ابتدا قرار بود در همان فصل اول، شخصیت جسی پینکمن کشته شده و از سریال خارج شود، اما نقش‌آفرینی آرون، وینس گیلیگان، خالق برکینگ بد را بر این داشت تا فیلم‌نامه را تغییر بدهد تا شخصیت جسی پینکمن در سریال باقی بماند. بخاطر نقش‌آفرینی‌اش در برکینگ بد، آرون در سال‌های ۲۰۰۹، ۲۰۱۰، ۲۰۱۲ و ۲۰۱۳ نامزد دریافت جایزه امی ساعات پربیننده شد که در این بین، در سه سال ۲۰۱۰ و ۲۰۱۲ و ۲۰۱۳ برنده شد.
آثار بعدی آرون شامل بازی در فیلم شکست خورده است. وی همچنین طی مصاحبه‌ای با ای‌اس‌پی‌ان در اکتبر ۲۰۱۲ از سختی کار خود برای به تصویر کشیدن یک معتاد به مواد مخدر در سریال برکینگ بد گفت.
از صدای آرون نیز در سال‌های ۲۰۱۲ و ۲۰۱۳ در صداگذاری یکی از شخصیت‌های ترون: ظهور استفاده شده‌است.

## زندگی شخصی
آرون پال در سال ۲۰۰۱، مدتی با سمیری آرمسترانگ وارد رابطه‌ای شده بود. این دو پیش‌تر با هم در یکی از قسمت‌های سریال پرونده‌های اکس آشنا شده بودند. همچنین در میان سال‌های ۲۰۱۰ تا ۲۰۱۱ با جسیکا لوندز رابطه داشته‌است. در ژانویه ۲۰۱۲ آرون با لورن پرزکیان که در جشنواره موسیقی کواچلا، واقع در ایندیو، کالیفرنیا، آشنا شده بود، نامزد شد. این دو در ۲۶ می ۲۰۱۳ با هم ازدواج کردند. آرون به تمام میهمانان جشن ازدواجش ایمیلی زده و متن آهنگی (به نام زیبا) را ارسال کرد. در آن ایمیل به میهمانان گفت که متن را به خوبی یاد بگیرند تا در مراسم بتوانند با هم این آهنگ را اجرا کنند.
در ۱۹ سپتامبر ۲۰۱۷ پال اعلام کرد همسرش لورن اولین فرزندشان را باردار است. دختر آن‌ها به نام استوری در فوریه ۲۰۱۸، به دنیا آمد. در آوریل ۲۰۲۲، پال خبر از به دنیا آمدن نخستین پسرش داد و اعلام کرد که برایان کرنستون پدرخوانده اوست.